# Agoli, Gangawati
Agoli là một làng thuộc tehsil Gangawati, huyện Koppal, bang Karnataka, Ấn Độ.